# Remigia discrepans
Remigia discrepans là một loài bướm đêm trong họ Erebidae.